# Pi-Ramesses
Pi-Ramesses (tiếng Ai Cập cổ đại: Per-Ra-mes(i)-su, "Nhà của Ramesses") là một kinh đô mới tại Qantir, gần đại điểm Avaris cũ, được xây dựng bởi vua Ramesses II thuộc Vương triều thứ 19. Thành phố này vốn được gọi là "cung điện mùa hè" của Seti I (khoảng 1290 – 1279 TCN) và có lẽ được thành lập bởi Ramesses I khi ông vẫn còn là một vị quan dưới thời vua Horemheb.

## Khai quật
Năm 1884, Flinders Petrie đã bắt đầu khai quật nơi đây. Cuộc đào xới bắt đầu tại Tanis, nơi ông cùng làm việc với 170 công nhân. Sau đó vào những năm 1930, các tàn tích tại Tanis được khám phá bởi Pierre Montet. Các nhà khảo cổ đã xác định được rằng đống gạch đá bị vỡ tại Tanis chính là của Pi-Ramesses. Tuy nhiên, không có bất cứ bằng chứng nào cho thấy rằng Pi-Ramesses được xây dựng tại địa điểm này.
Vào những thập niên 1960, Manfred Bietak đề xuất rằng Pi-Ramesses tọa lạc ở đâu đó tại một nhánh cực đông của sông Nin. Ông cẩn thận lập lại bản đồ tất cả các nhánh sông của vùng đồng bằng cổ đại và cho biết nhánh Pelusiac mới là nhánh cực đông trong thời cai trị của Ramesses. Trong khi đó, nhánh Tanitic, nhánh chảy qua vùng Tanis lại không tồn tại. Vì thế, cuộc khai quật được bắt đầu tại hai vùng Tell el-Dab'a và Qantir.
Mặc dù không có những dấu tích nào cho thấy sự trú ngụ của các cư dân, những khám phá đã sớm xác định được rằng Tell el-Dab'a chính là thủ phủ Avaris của người Hyksos xưa kia, và Qantir được công nhận là nơi đặt kinh đô mới của vua Ramesses II, Pi-Ramesses. Qantir / Pi-Ramesses nằm cách 30 km về phía nam của Tanis và cách 2 km về phía bắc của Avaris.
Năm 2017, nhóm khảo cổ đến từ Bảo tàng Roemer and Pelizaeus (Đức) đã tìm thấy nhiều dấu chân của trẻ con ở bên dưới các lớp vữa cùng những phần còn lại của các bức bích họa trên tường, được cho là những hình ảnh trang trí trên cung điện hoặc đền thờ.

## Lịch sử

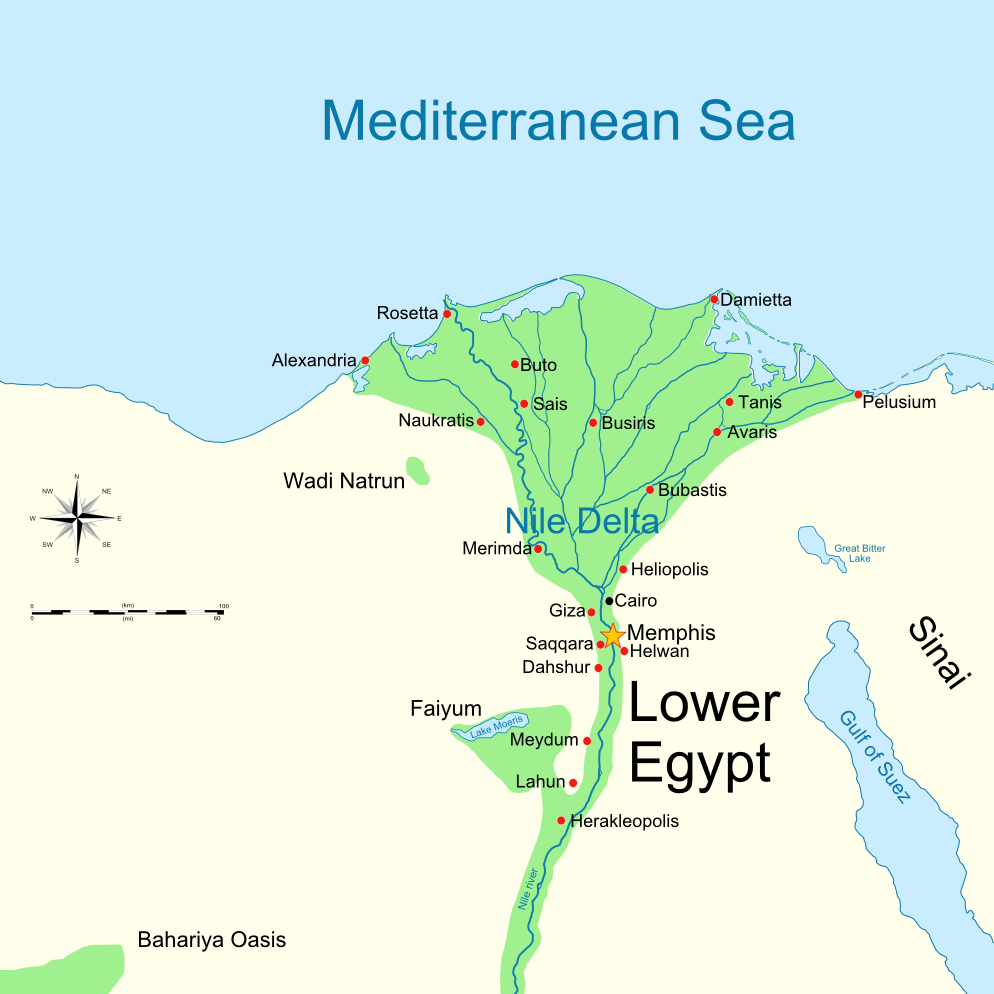
Vị trí của Tanis và Avaris trên bản đồ

Ramesses II được sinh ra và lớn lên trong khu vực này, và vì thế điều này góp phần giúp ông đưa ra quyết định dời đô về phía bắc, nhưng những lý do về địa lý xem chừng lại quan trọng hơn, vì Pi-Ramesses nằm gần với các vương quốc chư hầu châu Á của Ai Cập và ngay cạnh biên giới với đế chế Hittite. Trí thông minh và tài ngoại giao của Ramesses II đã khiến ông chọn nơi đây làm kinh đô mới, và quân đội có thể nhanh chóng được huy động để đối phó với những cuộc xâm lược của người Hittites và Shasu.
Pi-Ramesses được xây dựng bên bờ của nhánh Pelusiac thuộc sông Nin. Với dân số hơn 300.000 người, đây là một trong những thành phố lớn nhất của Ai Cập cổ đại. Pi-Ramesses phát triển mạnh mẽ trong hơn một thế kỷ sau khi Ramesses băng hà, và rất nhiều bài thơ ca ngợi về sự huy hoàng của nó. Theo ước tính, thành phố có diện tích trải dài khoảng 18 km², với chiều dài gần 6 km và chiều rộng gần 3 km. Bố cục của thành phố, bao gồm một ngôi đền trung tâm rất lớn, một khu vực dinh thự nằm ven bờ sông phía tây và một khu dân cư cùng các công xưởng ở bờ đông. Tàn tích cung điện của Ramesses được cho là nằm bên dưới những ngôi làng hiện đại tại Qantir. Một nhóm các nhà khảo cổ học người Áo, dẫn đầu là Manfred Bietak, người đã phát hiện ra địa điểm này, đã tìm thấy nhiều dấu tích của các con kênh và ao hồ tại đây.
Ban đầu, nó được cho là đã bị bỏ hoang dưới thời kỳ Vương triều thứ 20. Nhưng bgày nay, các nhà khảo cổ cho biết rằng nhánh Pelusiac xưa kia đã bị bùn lấp vào khoảng năm 1060 TCN, vì thế nguồn nước cấp cho thành phố đã không còn. Các vua của Vương triều thứ 21 sau đó đã dời đô cách đó 100 km về phía tây bắc Pi-Ramesses. Các vua thời kỳ này đã tháo dỡ đền đài, bia tượng của các vua Ramesses và đem chúng về địa điểm mới. Gạch đá của những tòa nhà kém quan trọng hơn được tái sử dụng để xây những công trình khác tại Tanis. 